# Ибрагим Адил-шах II
Ибрагим Адил-шах II (урду ابراہیم عادل شاہ ثانی‎;
около 1570 — 12 сентября 1627) — султан Биджапурского султаната, член династии Адил Шахов, дома Османов, во время его правления (самое длительное в истории Биджапурского султаната) расширил южную границу до Майсура. Он был умелым администратором, художником, поэтом и щедрым покровителем искусств. Сделал вновь официальной религией Ислам суннитского толка, но остался терпим к остальным религиям, даже к христианству. Однако во время его правления были нежелательны иммигранты, исповедовавшие шиизм, им запрещали занимать высокие должности. Во время инцидента в 1590 году, когда группа мусульман читала хутбу по шиитским канонам, проявил нетерпимость и заключил под стражу всех молящихся. После его смерти произошло восстание маратхов под руководством Шиваджи, поддерживаемое империей Моголов, в ходе противостояния с генералом Биджапура Афзала-хана, армии генерала были разгромлены, а Афзал-хан убит. Как один из самых ярких представителей династии, он оставил традиции космополитической культуры и художественного патронажа, архитектурные памятники периода этой династии можно увидеть в столице Биджапуре.

## Престолонаследие
Сын принца Тахмаспа и внук Ибрагима Адил-шаха I (? — 1558), 4-го султана Биджапура (1534—1558). После смерти Али Адил-шаха I в 1580 году, дворяне королевства назначили Имрана Ибрагима, племянника Али Адил-шаха, как регента-правителя. В это время Ибрагим Адил-шах II был девятилетним мальчиком.

## Раннее правление
Ибрагим Адил-шах разделил власть между суннитской знатью, декканской знатью, представителями Сидди, в то время, как его отец отдавал предпочтение шиитской знати в период правления.
Вначале Камаль-хан, декканский военачальник, захватил власть и стал регентом при малолетнем султане. Камаль-хан проявил неуважение к вдовствующей султанше Чанд Биби, которая считала, что он стремится узурпировать власть. Чанд Биби задумала избавиться от Камаль-хана с помощью другого военачальника Хаджи Кишвар-хана. Камаль-хан был схвачен во время бегства и обезглавлен.
Кишвар-хан стал вторым регентом при малолетнем султане Ибрагиме Адил-шахе. Он одержал победу над армией Ахмаднагарского султаната в битве при Дхарасео, захватив всю артиллерию и слонов противника. Он приказал другим биджапурским военачальникам сдать захваченных ими высоко ценимых слонов. Генералы вместе с Чанд Биби разработали план ликвидации Кишвар-хана с помощью генерала Мустафы-хана из Банкпура. Шпионы Кишвар-хана донесли ему о заговоре. Кишвар-хан послал войско против Мустафы-хана, который был взят в плен и убит.
Чанд Биби бросила вызов Кишвар-хану, который посадил её в тюрьму в крепости Сатара и пытался объявить себя правителем. Однако Кишвар-хан уже не пользовался популярностью среди других военачальников. Он был вынужден бежать, когда его противники под командованием генерала Ихлас-хана выступили на Биджапур. Армия состояла из войск трёх знатных хабши: Ихлас-хана, Хамид-хана и Дилавар-хана. Кишвар-хан безуспешно атаковал Ахмаднагар, а затем бежал в Голконду. Он был убит в изгнании родственником Мустафы-хана. Затем регентом была объявлена Чанд Биби.
Ихлас-хан стал регентом на короткое время, но вскоре после этого был уволен Чанд Биби. Позже он возобновил свою диктатуру, которая вскоре была оспорена другими генералами из хабши.
Воспользовавшись ситуацией в султанате, султан Ахмаднагара объединился с султаном Голконды, чтобы напасть на Биджапур. Имеющихся в Биджапуре войск было недостаточно для отражения совместного нападения. Военачальники из группы хабши поняли, что они не могут защитить город в одиночку и предложили свои отставки Чанд Биби. Абу-уль-Хасан, шиитский военачальник, назначенный Чанд Биби, призвал силы маратхов в Карнатик. Маратхи атаковали линии снабжения захватчиков, заставив союзную армию Ахмаднагара и Голконды отступить.
Ихлас-хан затем напал на Дилавар-хана, чтобы захватить контроль над Биджапуром. Однако он потерпел поражение, и Дилавар-хан стал верховным правителем с 1582 по 1591 год. Он был последним регентом Ибрагима.

## Правление
Ибрагим Адил Шах II, шестой султан династии Адил-шахов известен в индийской истории как Джагадгуру Бадшах. Он покровительствовал музыкантам и сам играл на музыкальных инструментах. Также он писал стихи о своей жене Чанд Султане и своём слоне Атиш-Хане.
Известны случаи проявления поддержки суфизма: Ибрагим написал молитву суфийскому святому Гулбарге.
Он основал новый «музыкальный городок» Навраспур, чтобы придать конкретную форму своей идее музыкального города.
Биджапурский султанат во время правления Ибрагима привлекал лучших музыкантов, художников и танцоров того времени, потому что король был известен как большой знаток и покровитель музыки.
Он свободно говорил на языках Маратхи, декканском языке, урду и каннада
Ибрагим II написал книгу Китаб-и-Наврас (книга девяти Расас) на декканском языке. Это сборник из 59 стихотворений и 17 куплетов. По словам его придворного поэта Зухури, он написал её, чтобы познакомить людей, знавших только персидский эпос, с индийской эстетикой.

## Жёны и дети
От Чанд Султан:
- Дарвеш Бадшах

От Камаль Хатун:
- Султан Сулейман

От Тадж Султан:
- Мухаммед Адил-шах

От Сундар Махал:
Хизр-шах
От неизвестных матерей:
- Бурхан
- Зухра Султан
- Султан Бегум (жена мирзы Даниала, сына могольского императора Акбара)
- Фатима Султан (жена Сайида Шаха Хабибуллы ибн Ядуллы Хусейни)

## Место погребения
Гробница Ибрагим Рауза — одна из главных достопримечательностей Биджапура. Построена на единственной скале и при этом сохраняет равновесие.